# Jean-Louis Chautemps
Jean-Louis Chautemps (* 6. August 1931 in Paris; † 25. Mai 2022) war ein französischer Jazzmusiker (auch Komponist) und -autor. Zunächst Saxophonist (Tenor-, Bariton-, Alt- und Sopransaxophon) spielte er gelegentlich auch Flöte, Klavier, Bassklarinette und Kontrabass.

## Leben und Wirken
Chautemps studierte zunächst Medizin, dann Jura. Nacheinander war er Mitglied in den Bands von Jef Gilson (1950), Claude Bolling (1952 bis 1954), Jacques Hélian (1956/7) und Jay Cameron. 1955/56 begleitete er Chet Baker auf seiner Europa-Tournee. 1956 trat er mit Vera Auer beim Deutschen Jazzfestival auf. Er spielte auch mit Jazzmusikern wie Lester Young, Django Reinhardt, Sidney Bechet, Roy Eldridge, Lucky Thompson und Kenny Clarke. In den späten 1950er Jahren war er einige Jahre im Orchester Kurt Edelhagen (Aufnahmen 1959) als Solist und Arrangeur beschäftigt. In den 1960er Jahren spielte er u. a. im Orchester von Jef Gilson, mit Nathan Davis und André Hodeir und leitete eigene Gruppen (Album Oeil Vision mit Jef Gilson, Jean-Luc Ponty 1963).
Chautemps versuchte sich auch im Free Jazz und in den 1980er Jahren mit elektronischer Musik im eigenen Quartett (u. a. mit Jannick Top), bei Bernard Lubat (1976 bis 1980) und in dem Saxophon Quartett „Le Quatuor de Saxophones“ mit Jacques Di Donato, François Jeanneau, Philippe Maté („Double Messieurs“ 1980, „Mad Sax 2“ 1982), für das er auch komponierte. Unter François Jeanneau spielte er im Orchestre National de Jazz. Weiter arbeitete er u. a. mit Martial Solal (auf „Chautemps“ 1988, „Solal et son orchestre jouent Hodeir“ 1984), Kenny Wheeler, Daniel Humair, André Ceccarelli, René Urtreger („Darn That Dream“ 2006 mit Riccardo Del Fra, „Un direct d´Antibes“ 1980), Jacques Vidal, Lee Konitz (1980), John Lewis (1970), Lester Bowie (1974), Aldo Romano und French Connection (Berliner Jazzfest 1980), Woody Shaw. Im Bereich des Jazz war er laut Tom Lord zwischen 1950 und 2002 an 141 Aufnahmesessions beteiligt, zuletzt mit Alain Pinsolle Chtarbmusique. 2008 spielte er für ARTE mehrere Versionen eines Kompositionsfragments von Wolfgang Amadeus Mozart.
Daneben schrieb Chautemps für „Cahiers du Jazz“, deren Chefredakteur er zeitweise war. 1987 veröffentlichte er ein Buch über das Saxophonspiel, „Le Saxophone“ (Éditions Lattes).
1965 erhielt Chautemps den Prix Django Reinhardt.